# ايمري فيكيت
ايمري فيكيت (بالمجرية: Fekete Imre)‏ هو لاعب كرة قدم مجري، (ولد في ازترغوم في المجر 1906  م). لعب مع نادي دوروجي ‏.

## وصلات خارجية
- ايمري فيكيت على موقع أوليمبيديا (الإنجليزية)